# Marrus orthocana
Marrus orthocanna es una especie pelágica del orden Siphonophora. Es una colonia de animales compuesto de un conjunto complejo de zooides, algunos de los cuales son pólipos y algunas medusas. Vive en el Ártico y en otras aguas frías y profundas, nadando libremente en mitad del océano.

## Descripción
Como otros sinóforos, Marrus orthocana es una colonia compuesta por un número de zooides especializados unidos entre sí por un tallo largo. Delante está el pneumatóforo, un flotador de gas de color naranja. Detrás de este, está el nectosoma, una región donde hay varios nectofóros translúcidos con canales radiales no espirales rojos. Estas medusas en forma de campana están especializadas en la locomoción. Cuando se contraen, el agua es expulsada lo que causa que la colonia se mueva. Sus contracciones están coordinadas, lo que permite al animal nadar hacia delante, hacia los lados o hacia atrás. Muchos de los zooides son pólipos especializados en capturar comida. Hacen esto para toda la colonia, moviendo sus tentáculos largos en el agua para atraer a sus presas. Otros zooides en esta región llevan a cabo la digestión y la asimilación de elementos de la comida. Las medusae reproductivas se encuentran entre los pólipos en el sifosoma y así mismo otros zooides especializados. Las diferentes formas están todas organizadas en un modelo repetitivo.

## Distribución y hábitat
Marrus orthocanna vive en mar abierto, en la zona mesopelágica, en el Océano Ártico, el Mar de Bering, el Mar de Ojotsk, el Océano Atlántico Norte y el Mar Mediterráneo. Se halla a profundidades de entre 200 y 800 m (660 y 2620 pies) aunque se lo ha llegado a observar a profundidades de 2000 m (6600 pies). A esas profundidades la temperatura es de aproximadamente 4 °C (39 °F) y prácticamente no llega luz desde la superficie por lo que la observación es limitada a lo que se ve desde los submarinos.

## Biología
Marrus orthocanna puede tener varios metros de longitud y los tentáculos se pueden extender 50 cm. Se mueve hacia adelante de forma intermitente mientras mantiene furas sus “cañas de pescar”, listas para capturar las criaturas que pasan. Es un carnívoro cuya dieta se cree que consiste principalmente de pequeños crustáceos como decápodos, kril, copépodos y mísidos.